# بانبری
شهر بندری بانبری یا بونبوری سومین شهر بزرگ در ایالت استرالیای غربی در کشور استرالیاست. این شهر در ۱۷۵ کیلومتر (۱۰۹ مایل) جنوب منطقه تجاری مرکزی پرت قرار دارد.

## آب و هوا
بونبوری دارای آب و هوای مدیترانه‌ای (Köppen طبقه‌بندی Csa) با تابستانهای گرم و زمستانهای سرد است.
در سرشماری سال ۲۰۱۱ مشخص شد که ۷۲ درصد ساکنان آن بی‌دین، ۲۲٫۷ درصد پیروان کلیسای آنگلیکان و ۲٫۲۲ درصد آنها کاتولیک بوده‌اند.

## حمل و نقل
فرودگاه بانبری به شهر بانبری سرویس می‌دهد و فاصله اش از شهر ۸ کیلومتر است.

## نگارخانه

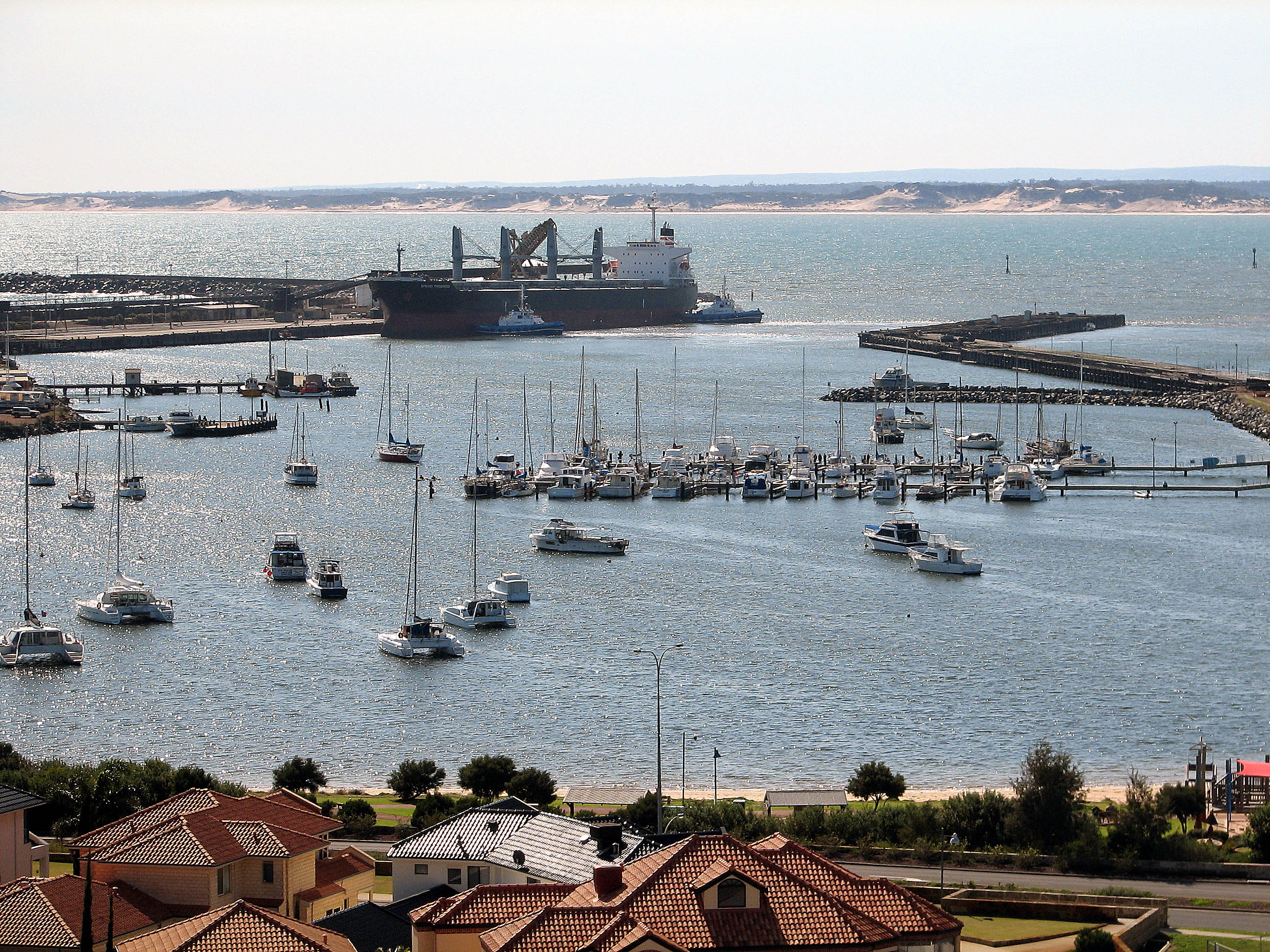
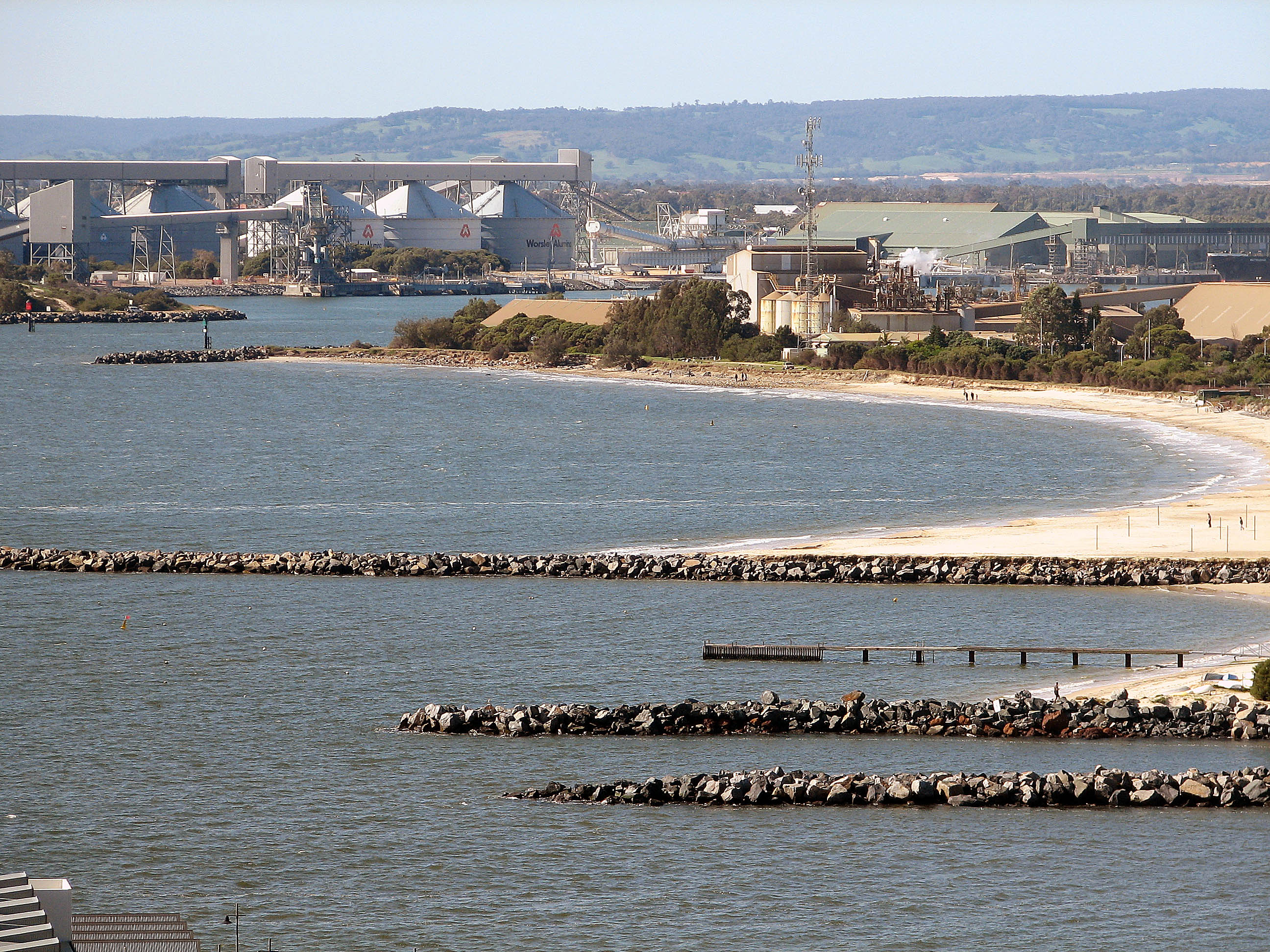
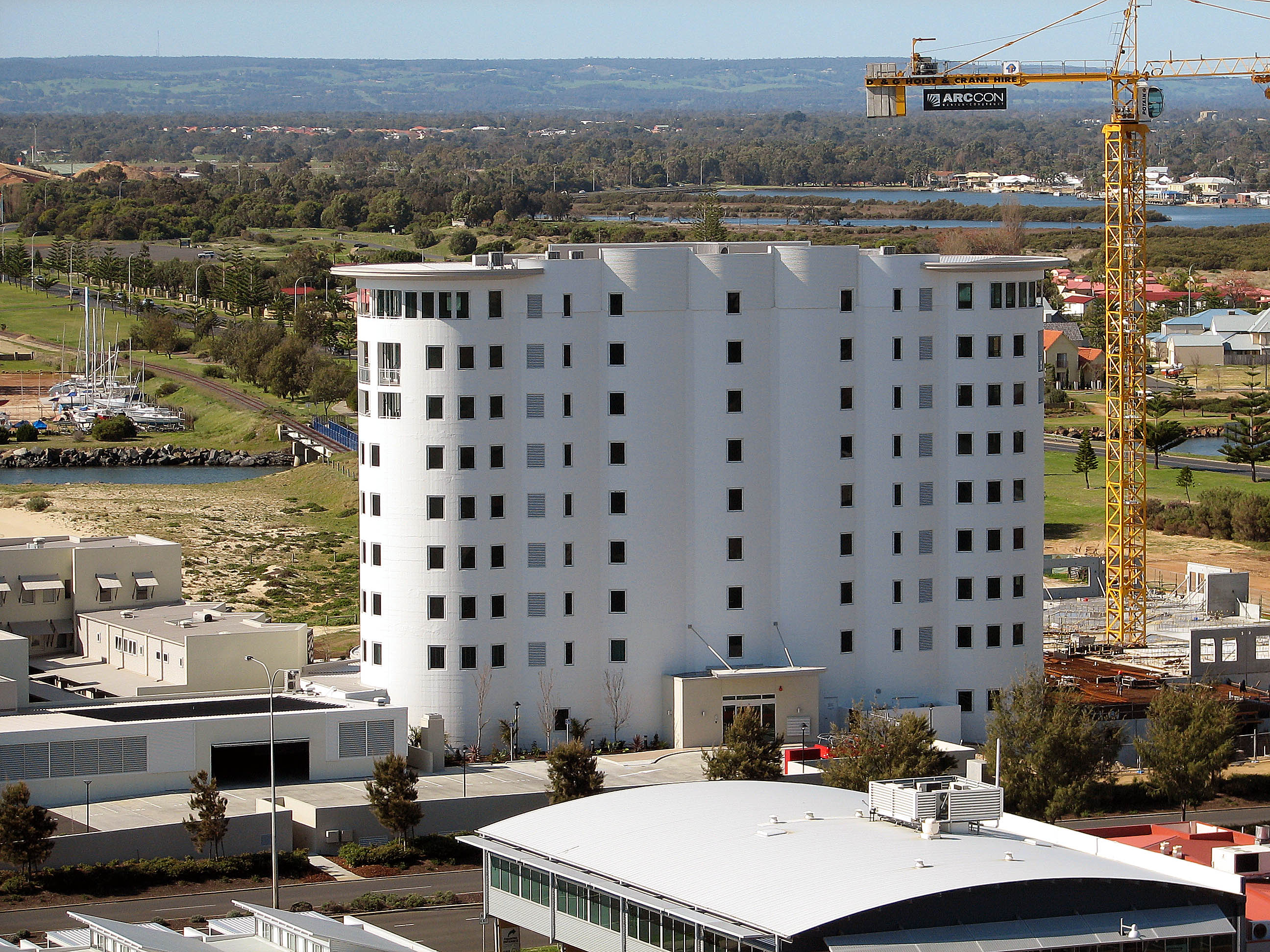